# Mistrzostwa Europy w Piłce Ręcznej Mężczyzn 2026
Ten artykuł dotyczy przyszłego wydarzenia sportowego. Informacje w nim zawarte zmienią się w przyszłości.
Mistrzostwa Europy w Piłce Ręcznej Mężczyzn 2026 – siedemnaste mistrzostwa Europy w piłce ręcznej mężczyzn, oficjalny międzynarodowy turniej piłki ręcznej o randze mistrzostw kontynentu organizowany przez EHF, mający na celu wyłonienie najlepszej męskiej reprezentacji narodowej w Europie zaplanowane do rozegrania w dniach od 15 stycznia do 1 lutego 2026 roku w Danii, Norwegii oraz Szwecji. W turnieju wezmą udział dwadzieścia cztery zespoły.

## Wybór organizatora
Pod koniec kwietnia 2020 roku Europejska Federacja Piłki Ręcznej ogłosiła, że gospodarz mistrzostw zostanie wybrany w listopadzie 2021 roku podczas nadzwyczajnego Kongresu zorganizowanego z okazji trzydziestolecia tej organizacji. Do 1 listopada 2020 roku EHF przyjmowała wstępne zainteresowania organizacją turnieju, w wyznaczonym terminie wpłynęło sześć propozycji – cztery kandydatury pojedynczych państw i dwie wspólne. Jednocześnie federacja ustaliła ramy czasowe wyboru organizatora – zgodnie z nim ostateczny termin składania oficjalnych aplikacji upływał 1 maja 2021 roku, zaś decyzja, po przeprowadzonych inspekcjach i zatwierdzeniu kandydatur przez Zarząd EHF, miała zostać podjęta 19 listopada 2021 roku. W przesuniętym, z uwagi na opóźnienia w przekazywaniu dokumentów, na 10 maja 2021 roku terminie złożono dwie oficjalne aplikacje – szwajcarską oraz wspólną duńsko-szwedzko-norweską. W październiku 2021 roku Szwajcarzy zrezygnowali z kandydowania skupiając się na edycji 2028, zatem na listopadowym nadzwyczajnym Kongresie EHF została zaakceptowana propozycja skandynawska.

## Obiekty
Turniej zostanie rozegrany na czterech arenach w czterech miastach: jednej w Danii (Herning, grupy A i B), jednej w Norwegii (Bærum, grupy C i D) oraz dwóch w Szwecji (Malmö i Kristianstad, grupy E i F). Runda główna odbędzie się w Herning i Malmö, przy czym to Herning będzie gospodarzem finałowego weekendu.
| Bærum             | Herning           | Malmö             | Kristianstad       |
| ----------------- | ----------------- | ----------------- | ------------------ |
| Telenor Arena     | Jyske Bank Boxen  | Malmö Arena       | Kristianstad Arena |
| Pojemność: 15 000 | Pojemność: 12 500 | Pojemność: 13 000 | Pojemność: 4700    |
|                   |                   |                   |                    |

## Zespoły
| Reprezentacja      | Podstawa kwalifikacyjna              | Mistrzostwa Europy 2024 |
| ------------------ | ------------------------------------ | ----------------------- |
| Dania              | Gospodarz                            | 2. miejsce              |
| Norwegia           | Gospodarz                            | 9. miejsce              |
| Szwecja            | Gospodarz                            | 3. miejsce              |
| Francja            | Mistrzostwa Europy 2024 – 1. miejsce | 1. miejsce              |
| Słowenia           | 1. miejsce w 1 grupie eliminacyjnej  | 6. miejsce              |
| Macedonia Północna | 2. miejsce w 1 grupie eliminacyjnej  | 17. miejsce             |
| Węgry              | 1. miejsce w 2 grupie eliminacyjnej  | 5. miejsce              |
| Czarnogóra         | 2. miejsce w 2 grupie eliminacyjnej  | 14. miejsce             |
| Islandia           | 1. miejsce w 3 grupie eliminacyjnej  | 10. miejsce             |
| Gruzja             | 2. miejsce w 3 grupie eliminacyjnej  | 18. miejsce             |
| Hiszpania          | 1. miejsce w 4 grupie eliminacyjnej  | 13. miejsce             |
| Serbia             | 2. miejsce w 4 grupie eliminacyjnej  | 19. miejsce             |
| Czechy             | 1. miejsce w 5 grupie eliminacyjnej  | 15. miejsce             |
| Chorwacja          | 2. miejsce w 5 grupie eliminacyjnej  | 11. miejsce             |
| Wyspy Owcze        | 1. miejsce w 6 grupie eliminacyjnej  | 20. miejsce             |
| Holandia           | 2. miejsce w 6 grupie eliminacyjnej  | 12. miejsce             |
| Niemcy             | 1. miejsce w 7 grupie eliminacyjnej  | 4. miejsce              |
| Austria            | 2. miejsce w 7 grupie eliminacyjnej  | 8. miejsce              |
| Portugalia         | 1. miejsce w 8 grupie eliminacyjnej  | 7. miejsce              |
| Polska             | 2. miejsce w 8 grupie eliminacyjnej  | 16. miejsce             |
| Rumunia            | Ranking drużyn z trzecich miejsc     | 20. miejsce             |
| Włochy             | Ranking drużyn z trzecich miejsc     | –                       |
| Szwajcaria         | Ranking drużyn z trzecich miejsc     | 21. miejsce             |
| Ukraina            | Ranking drużyn z trzecich miejsc     | –                       |

## Losowanie grup
Losowanie odbyło się w Herning, w Danii, 15 maja 2025 roku.
2 września 2024 roku trzem współgospodarzom pozwolono wybrać po jednym kraju, który w przypadku zakwalifikowania się, miałby zostać przypisany do rozgrywek w ich kraju. Dania wybrała Niemcy, Norwegia — Wyspy Owcze, a Szwecja — Islandię.
| Koszyk 1 |
| -------- |
| Francja  |
| Dania    |
| Szwecja  |
| Niemcy   |
| Węgry    |
| Słowenia |

| Koszyk 2    |
| ----------- |
| Portugalia  |
| Norwegia    |
| Islandia    |
| Chorwacja   |
| Hiszpania   |
| Wyspy Owcze |

| Koszyk 3           |
| ------------------ |
| Austria            |
| Holandia           |
| Czarnogóra         |
| Czechy             |
| Polska             |
| Macedonia Północna |

| Koszyk 4   |
| ---------- |
| Gruzja     |
| Serbia     |
| Szwajcaria |
| Rumunia    |
| Ukraina    |
| Włochy     |

## Faza wstępna

### Grupa A
|  | 15 stycznia 2026 | Niemcy | : | Austria | Jyske Bank Boxen, Herning |
|  | 15 stycznia 2026 | (:)    |   |         | Jyske Bank Boxen, Herning |

|  | 15 stycznia 2026 | Hiszpania | : | Serbia | Jyske Bank Boxen, Herning |
|  | 15 stycznia 2026 | (:)       |   |        | Jyske Bank Boxen, Herning |

|  | 17 stycznia 2026 | Serbia | : | Niemcy | Jyske Bank Boxen, Herning |
|  | 17 stycznia 2026 | (:)    |   |        | Jyske Bank Boxen, Herning |

|  | 17 stycznia 2026 | Austria | : | Hiszpania | Jyske Bank Boxen, Herning |
|  | 17 stycznia 2026 | (:)     |   |           | Jyske Bank Boxen, Herning |

|  | 19 stycznia 2026 | Austria | : | Serbia | Jyske Bank Boxen, Herning |
|  | 19 stycznia 2026 | (:)     |   |        | Jyske Bank Boxen, Herning |

|  | 19 stycznia 2026 | Niemcy | : | Hiszpania | Jyske Bank Boxen, Herning |
|  | 19 stycznia 2026 | (:)    |   |           | Jyske Bank Boxen, Herning |

### Grupa B
|  | 16 stycznia 2026 | Dania | : | Macedonia Północna | Jyske Bank Boxen, Herning |
|  | 16 stycznia 2026 | (:)   |   |                    | Jyske Bank Boxen, Herning |

|  | 16 stycznia 2026 | Portugalia | : | Rumunia | Jyske Bank Boxen, Herning |
|  | 16 stycznia 2026 | (:)        |   |         | Jyske Bank Boxen, Herning |

|  | 18 stycznia 2026 | Macedonia Północna | : | Portugalia | Jyske Bank Boxen, Herning |
|  | 18 stycznia 2026 | (:)                |   |            | Jyske Bank Boxen, Herning |

|  | 18 stycznia 2026 | Rumunia | : | Dania | Jyske Bank Boxen, Herning |
|  | 18 stycznia 2026 | (:)     |   |       | Jyske Bank Boxen, Herning |

|  | 20 stycznia 2026 | Macedonia Północna | : | Rumunia | Jyske Bank Boxen, Herning |
|  | 20 stycznia 2026 | (:)                |   |         | Jyske Bank Boxen, Herning |

|  | 20 stycznia 2026 | Dania | : | Portugalia | Jyske Bank Boxen, Herning |
|  | 20 stycznia 2026 | (:)   |   |            | Jyske Bank Boxen, Herning |

### Grupa C
|  | 15 stycznia 2026 | Francja | : | Czechy | Telenor Arena, Bærum |
|  | 15 stycznia 2026 | (:)     |   |        | Telenor Arena, Bærum |

|  | 15 stycznia 2026 | Norwegia | : | Ukraina | Telenor Arena, Bærum |
|  | 15 stycznia 2026 | (:)      |   |         | Telenor Arena, Bærum |

|  | 17 stycznia 2026 | Ukraina | : | Francja | Telenor Arena, Bærum |
|  | 17 stycznia 2026 | (:)     |   |         | Telenor Arena, Bærum |

|  | 17 stycznia 2026 | Czechy | : | Norwegia | Telenor Arena, Bærum |
|  | 17 stycznia 2026 | (:)    |   |          | Telenor Arena, Bærum |

|  | 19 stycznia 2026 | Czechy | : | Ukraina | Telenor Arena, Bærum |
|  | 19 stycznia 2026 | (:)    |   |         | Telenor Arena, Bærum |

|  | 19 stycznia 2026 | Francja | : | Norwegia | Telenor Arena, Bærum |
|  | 19 stycznia 2026 | (:)     |   |          | Telenor Arena, Bærum |

### Grupa D
|  | 16 stycznia 2026 | Słowenia | : | Czarnogóra | Telenor Arena, Bærum |
|  | 16 stycznia 2026 | (:)      |   |            | Telenor Arena, Bærum |

|  | 16 stycznia 2026 | Wyspy Owcze | : | Szwajcaria | Telenor Arena, Bærum |
|  | 16 stycznia 2026 | (:)         |   |            | Telenor Arena, Bærum |

|  | 18 stycznia 2026 | Szwajcaria | : | Słowenia | Telenor Arena, Bærum |
|  | 18 stycznia 2026 | (:)        |   |          | Telenor Arena, Bærum |

|  | 18 stycznia 2026 | Czarnogóra | : | Wyspy Owcze | Telenor Arena, Bærum |
|  | 18 stycznia 2026 | (:)        |   |             | Telenor Arena, Bærum |

|  | 20 stycznia 2026 | Czarnogóra | : | Szwajcaria | Telenor Arena, Bærum |
|  | 20 stycznia 2026 | (:)        |   |            | Telenor Arena, Bærum |

|  | 20 stycznia 2026 | Słowenia | : | Wyspy Owcze | Telenor Arena, Bærum |
|  | 20 stycznia 2026 | (:)      |   |             | Telenor Arena, Bærum |

### Grupa E
|  | 17 stycznia 2026 | Szwecja | : | Holandia | Malmö Arena, Malmö |
|  | 17 stycznia 2026 | (:)     |   |          | Malmö Arena, Malmö |

|  | 17 stycznia 2026 | Chorwacja | : | Gruzja | Malmö Arena, Malmö |
|  | 17 stycznia 2026 | (:)       |   |        | Malmö Arena, Malmö |

|  | 19 stycznia 2026 | Gruzja | : | Szwecja | Malmö Arena, Malmö |
|  | 19 stycznia 2026 | (:)    |   |         | Malmö Arena, Malmö |

|  | 19 stycznia 2026 | Holandia | : | Chorwacja | Malmö Arena, Malmö |
|  | 19 stycznia 2026 | (:)      |   |           | Malmö Arena, Malmö |

|  | 21 stycznia 2026 | Holandia | : | Gruzja | Malmö Arena, Malmö |
|  | 21 stycznia 2026 | (:)      |   |        | Malmö Arena, Malmö |

|  | 21 stycznia 2026 | Szwecja | : | Chorwacja | Malmö Arena, Malmö |
|  | 21 stycznia 2026 | (:)     |   |           | Malmö Arena, Malmö |

### Grupa F
|  | 16 stycznia 2026 | Węgry | : | Polska | Kristianstad Arena, Kristianstad |
|  | 16 stycznia 2026 | (:)   |   |        | Kristianstad Arena, Kristianstad |

|  | 16 stycznia 2026 | Islandia | : | Włochy | Kristianstad Arena, Kristianstad |
|  | 16 stycznia 2026 | (:)      |   |        | Kristianstad Arena, Kristianstad |

|  | 18 stycznia 2026 | Włochy | : | Węgry | Kristianstad Arena, Kristianstad |
|  | 18 stycznia 2026 | (:)    |   |       | Kristianstad Arena, Kristianstad |

|  | 18 stycznia 2026 | Polska | : | Islandia | Kristianstad Arena, Kristianstad |
|  | 18 stycznia 2026 | (:)    |   |          | Kristianstad Arena, Kristianstad |

|  | 20 stycznia 2026 | Polska | : | Włochy | Kristianstad Arena, Kristianstad |
|  | 20 stycznia 2026 | (:)    |   |        | Kristianstad Arena, Kristianstad |

|  | 20 stycznia 2026 | Węgry | : | Islandia | Kristianstad Arena, Kristianstad |
|  | 20 stycznia 2026 | (:)   |   |          | Kristianstad Arena, Kristianstad |

## Faza zasadnicza

### Grupa 1
|  | 22 stycznia 2026 |     | : |  | Jyske Bank Boxen, Herning |
|  | 22 stycznia 2026 | (:) |   |  | Jyske Bank Boxen, Herning |

|  | 22 stycznia 2026 |     | : |  | Jyske Bank Boxen, Herning |
|  | 22 stycznia 2026 | (:) |   |  | Jyske Bank Boxen, Herning |

|  | 22 stycznia 2026 |     | : |  | Jyske Bank Boxen, Herning |
|  | 22 stycznia 2026 | (:) |   |  | Jyske Bank Boxen, Herning |

|  | 24 stycznia 2026 |     | : |  | Jyske Bank Boxen, Herning |
|  | 24 stycznia 2026 | (:) |   |  | Jyske Bank Boxen, Herning |

|  | 24 stycznia 2026 |     | : |  | Jyske Bank Boxen, Herning |
|  | 24 stycznia 2026 | (:) |   |  | Jyske Bank Boxen, Herning |

|  | 24 stycznia 2026 |     | : |  | Jyske Bank Boxen, Herning |
|  | 24 stycznia 2026 | (:) |   |  | Jyske Bank Boxen, Herning |

|  | 26 stycznia 2026 |     | : |  | Jyske Bank Boxen, Herning |
|  | 26 stycznia 2026 | (:) |   |  | Jyske Bank Boxen, Herning |

|  | 26 stycznia 2026 |     | : |  | Jyske Bank Boxen, Herning |
|  | 26 stycznia 2026 | (:) |   |  | Jyske Bank Boxen, Herning |

|  | 26 stycznia 2026 |     | : |  | Jyske Bank Boxen, Herning |
|  | 26 stycznia 2026 | (:) |   |  | Jyske Bank Boxen, Herning |

|  | 28 stycznia 2026 |     | : |  | Jyske Bank Boxen, Herning |
|  | 28 stycznia 2026 | (:) |   |  | Jyske Bank Boxen, Herning |

|  | 28 stycznia 2026 |     | : |  | Jyske Bank Boxen, Herning |
|  | 28 stycznia 2026 | (:) |   |  | Jyske Bank Boxen, Herning |

|  | 28 stycznia 2026 |     | : |  | Jyske Bank Boxen, Herning |
|  | 28 stycznia 2026 | (:) |   |  | Jyske Bank Boxen, Herning |

### Grupa 2
|  | 23 stycznia 2026 |     | : |  | Malmö Arena, Malmö |
|  | 23 stycznia 2026 | (:) |   |  | Malmö Arena, Malmö |

|  | 23 stycznia 2026 |     | : |  | Malmö Arena, Malmö |
|  | 23 stycznia 2026 | (:) |   |  | Malmö Arena, Malmö |

|  | 23 stycznia 2026 |     | : |  | Malmö Arena, Malmö |
|  | 23 stycznia 2026 | (:) |   |  | Malmö Arena, Malmö |

|  | 25 stycznia 2026 |     | : |  | Malmö Arena, Malmö |
|  | 25 stycznia 2026 | (:) |   |  | Malmö Arena, Malmö |

|  | 25 stycznia 2026 |     | : |  | Malmö Arena, Malmö |
|  | 25 stycznia 2026 | (:) |   |  | Malmö Arena, Malmö |

|  | 25 stycznia 2026 |     | : |  | Malmö Arena, Malmö |
|  | 25 stycznia 2026 | (:) |   |  | Malmö Arena, Malmö |

|  | 27 stycznia 2026 |     | : |  | Malmö Arena, Malmö |
|  | 27 stycznia 2026 | (:) |   |  | Malmö Arena, Malmö |

|  | 27 stycznia 2026 |     | : |  | Malmö Arena, Malmö |
|  | 27 stycznia 2026 | (:) |   |  | Malmö Arena, Malmö |

|  | 27 stycznia 2026 |     | : |  | Malmö Arena, Malmö |
|  | 27 stycznia 2026 | (:) |   |  | Malmö Arena, Malmö |

|  | 28 stycznia 2026 |     | : |  | Malmö Arena, Malmö |
|  | 28 stycznia 2026 | (:) |   |  | Malmö Arena, Malmö |

|  | 28 stycznia 2026 |     | : |  | Malmö Arena, Malmö |
|  | 28 stycznia 2026 | (:) |   |  | Malmö Arena, Malmö |

|  | 28 stycznia 2026 |     | : |  | Malmö Arena, Malmö |
|  | 28 stycznia 2026 | (:) |   |  | Malmö Arena, Malmö |

## Faza pucharowa

### Drabinka
|  |                       |           |                    |  |  |       |       |       |
|  | Półfinały             | Półfinały | Półfinały          |  |  | Finał | Finał | Finał |
|  | Półfinały             | Półfinały | Półfinały          |  |  | Finał | Finał | Finał |
|  | 30 stycznia – Herning |           |                    |  |  |       |       |       |
|  |                       |           |                    |  |  |       |       |       |
|  |                       |           |                    |  |  |       |       |       |
|  |                       |           | 1 lutego – Herning |  |  |       |       |       |
|  |                       |           |                    |  |  |       |       |       |
|  |                       |           |                    |  |  |       |       |       |
|  | 30 stycznia – Herning |           |                    |  |  |       |       |       |
|  |                       |           |                    |  |  |       |       |       |
|  |                       |           |                    |  |  |       |       |       |
|  |                       |           |                    |  |  |       |       |       |
|  |                       |           |                    |  |  |       |       |       |
|  |                       |           | Mecz o 3. miejsce  |  |  |       |       |       |
|  |                       |           |                    |  |  |       |       |       |
|  | 1 lutego – Herning    |           |                    |  |  |       |       |       |
|  |                       |           |                    |  |  |       |       |       |
|  |                       |           |                    |  |  |       |       |       |
|  |                       |           |                    |  |  |       |       |       |
|  |                       |           |                    |  |  |       |       |       |
|  |                       |           |                    |  |  |       |       |       |

### Mecz o 5. miejsce
|  | 30 stycznia 2026 |     | : |  | Jyske Bank Boxen, Herning |
|  | 30 stycznia 2026 | (:) |   |  | Jyske Bank Boxen, Herning |

### Mecz o miejsca 1–4
Półfinały
|  | 30 stycznia 2026 |     | : |  | Jyske Bank Boxen, Herning |
|  | 30 stycznia 2026 | (:) |   |  | Jyske Bank Boxen, Herning |

|  | 30 stycznia 2026 |     | : |  | Jyske Bank Boxen, Herning |
|  | 30 stycznia 2026 | (:) |   |  | Jyske Bank Boxen, Herning |

Mecz o 3. miejsce
|  | 1 lutego 2026 |     | : |  | Jyske Bank Boxen, Herning |
|  | 1 lutego 2026 | (:) |   |  | Jyske Bank Boxen, Herning |

Finał
|  | 1 lutego 2026 |     | : |  | Jyske Bank Boxen, Herning |
|  | 1 lutego 2026 | (:) |   |  | Jyske Bank Boxen, Herning |

## Klasyfikacja końcowa
| Miejsce | Reprezentacja | Uwagi            |
| ------- | ------------- | ---------------- |
| złoto   |               | Awans do MŚ 2027 |
| srebro  |               | Awans do MŚ 2027 |
| brąz    |               | Awans do MŚ 2027 |
| 4.      |               | –                |
| 5.      |               | –                |
| 6.      |               | –                |
| 7.      |               | –                |
| 8.      |               | –                |
| 9.      |               | –                |
| 10.     |               | –                |
| 11.     |               | –                |
| 12.     |               | –                |
| 13.     |               | –                |
| 14.     |               | –                |
| 15.     |               | –                |
| 16.     |               | –                |
| 17.     |               | –                |
| 18.     |               | –                |
| 19.     |               | –                |
| 20.     |               | –                |
| 21.     |               | –                |
| 22.     |               | –                |
| 23.     |               | –                |
| 24.     |               | –                |